# Nassut
El nassut (Nasalis larvatus) és una espècie de primat de la família dels cercopitècids que es troba com espècie endèmica en el manglar de Borneo.
Pertany al gènere monotípic Nasalis, encara que el langur de cua de porc també s'ha inclòs tradicionalment en el gènere Nasalis.
Té la cara rosa i un llarg nas de fins a 17 cm, aquest apèndix potser és el resultat de selecció sexual, ja que les femelles, que també tenen un nas però no tan llarg, prefereixen mascles amb nassos llargs. El nas també serveix per amplificar els seus crits.
Viu en manglars i menja brots i fulles, és arborícola i bon nedador.
Viu en grups de 10 a 32 individus. Els mascles arriben a fer 72 cm de longitud amb cua de fins a 75 cm i pesen uns 24 kg; les femelles fan 60 cm i pesen uns 12 kg. Aquest dimorfisme sexual és él més gran entre els primats.
Per la pèrdua d'hàbitat i també la caça, està en perill d'extinció, malgrat estar protegit oficialment, es calcula que només en queden en llibertat uns 1.000 individus (el 2006).

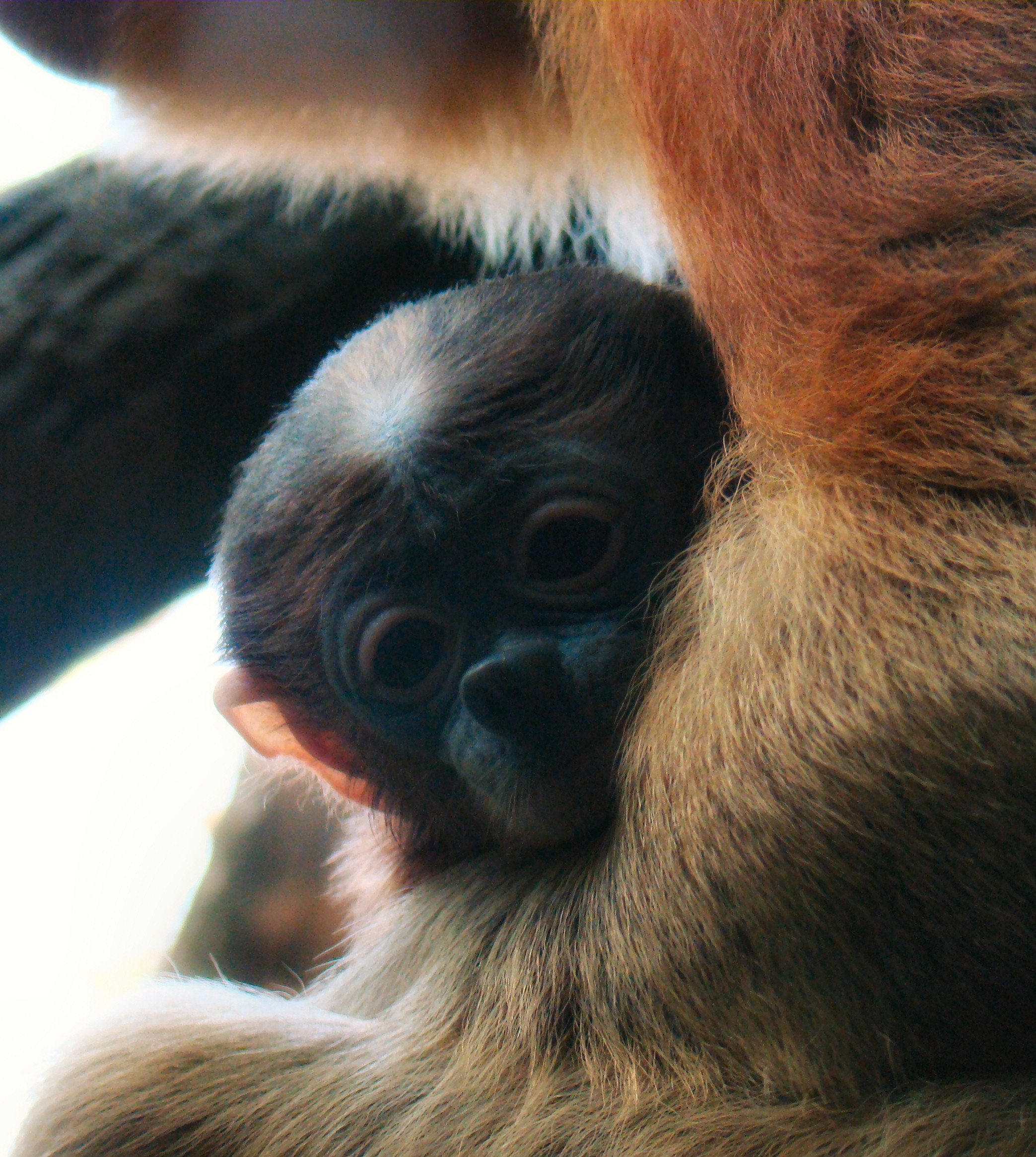
El nas és molt aparent també en les cries